# Золотая цепь (фильм, 1986)
«Золотая цепь» — художественный фильм по одноимённому роману и рассказам Александра Грина снятый в 1986 году на киностудии им. Довженко режиссёром Александром Муратовым.

## Сюжет
В грозовой вечер к Санди, юнге рыболовецкой лодки «Мелузина», приходят хорошо одетые господа Эстамп и Дюрок, которые обещают крупную сумму денег, если их доставят на Змеиный остров, где находится дворец Эвереста Ганувера. После некоторых колебаний Санди соглашается. Несмотря на сильный шторм, им удаётся добраться до острова, причём Эстамп и Дюрок заявляют, что благополучным прибытием обязаны исключительно мужеству и мореходным навыкам юнги. Они просят его быть среди гостей хозяина, так как подозревают, что юноша понравится Гануверу. Их расчёт оказался верным — Ганувер, сам бывший в молодости бедным переплётчиком в городском архиве Зурбагана, проникается симпатией к Санди. Эстамп и Дюрок решают использовать это в своих целях: Ганувер собирается жениться на красавице Дигэ, что не входит в планы банкиров, которые намерены изобличить его невесту, преследующую корыстные цели. Они рекомендуют Санди наблюдать за происходящим во дворце. Впрочем, юноша скорее стремится постичь загадки таинственного дворца, где помещения не находятся на месте, а периодически меняют своё местоположение. Во время своих блужданий Санди видит Ганувера, провожающего Дигэ в комнату, где хранится главное сокровище дворца — золотая цепь. Он слышит историю, которую Эверест рассказывает своей невесте.
Когда в молодости Ганувер работал в архиве, он случайно обнаружил клочок бумаги, на котором было написано, что в XVII веке пират Иероним Перрон собрал все свои сокровища и выстрелил ими из пушки, после чего взорвал корабль вместе с собой и командой. После долгих поисков Ганувер узнаёт современные названия мест, упомянутых в документе. Затем он приезжает в маленькую рыбацкую деревушку, где начинает искать сокровища. В этом ему помогает дочь лавочника Молли Билз. Между молодыми людьми возникает сильное чувство, однако отец девушки категорически против, так как желает дочери более престижной партии. Но в одну из ночей компаньоны лавочника по контрабандному промыслу сжигают его дом вместе с хозяином. Молли остаётся с Ганувером в полуразрушенной хижине на берегу моря. Эверест почти отчаивается найти сокровища, но тяжело больная Молли постоянно вдохновляет его на дальнейшие поиски. Однажды она случайно поджигает документ, и сквозь восковые пятна проступает текст о том, что Перрон переплавил свои сокровища в 60-футовую цепь. Ганувер тщательно изучает извлеченные им из моря предметы и обнаруживает, что один из рыбаков приладил к своей лодке старую цепь. Это и есть вожделенное сокровище Перрона. При попытке снять цепь между Ганувером и хозяином лодки Сейком возникает драка, в которой Эверест побеждает. Сейк отдаёт цепь, но требует, чтобы пришелец убирался из деревни. Эверест спешит к хижине, чтобы принести Молли радостную весть, но обнаруживает, что девушка уже умерла. Последующую жизнь Ганувер старается использовать для воплощения фантазий Молли, одной из которых и является его дворец.
Ганувер и Дигэ уходят, а Санди продолжает блуждать по дворцу. В одной из комнат он видит лежащего без сознания хозяина. Ему удаётся помочь Гануверу, страдающему болезнью сердца. Тот, придя в себя, изъявляет желание в свою очередь помочь Санди осуществить его мечты. Юнга не просит никаких материальных благ — только возможности стать капитаном корабля. Этим он ещё больше располагает к себе Ганувера, который пишет для него рекомендательное письмо начальнику адмиралтейской школы.
В это время к Гануверу приходят его гости. Эверест, стремясь изумить приглашённых, показывает им одно из чудес своего дворца — механического человека Ксаверия, творение изобретателя Франсуа Экуса. Ксаверий способен общаться с людьми и даже наделён некоторым пророческим даром. В конце сеанса Ганувер спрашивает его о будущем, на что автомат отвечает: «Все вы умрёте, а ты, задавший вопрос, — первым». Общение с Ксаверием оставляет тяжёлое впечатление у гостей.
Вечером во дворце должен состояться бал, во время которого Ганувер собирается сообщить о своей свадьбе с Дигэ. Когда гости собираются в главном зале, Ганувер благодарит своих друзей — Дюрока, Эстампа, архитектора здания Леона де Густа, доктора До. Ровно в полночь Эверест пытается показать ещё одно из чудес дворца — устройство, позволяющее визуализировать мысленные образы. Он приглашает Дигэ занять место на постаменте. Однако в этот момент агент Дюрока отключает устройство. Дигэ чувствует себя оскорблённой и отказывается от последующих попыток. Тогда Дюрок предлагает попробовать Санди. Юноше удаётся создать прекрасный образ — парусника в синем море. Дюрок обосновывает это тем, что вызывать образы способны только люди с чистым сознанием. Дигэ требует объяснений, тогда Дюрок заявляет собравшимся, что невеста Ганувера Дигэ Альвавизо на самом деле — любовница мошенника Томсона Этель Мейер. Среди гостей, как оказывается, присутствует сыщик из Интерпола Дрейк, который арестовывает Томсона и его сообщника Галлуэя. В качестве ответного удара Галлуэй сообщает Гануверу компрометирующие факты о Дюроке и Эстампе. В смятении от этих разоблачений Ганувер покидает зал. Когда Санди находит его, Эверест уже мёртв. На его груди юноша видит открытый медальон с портретом Молли. В слезах Санди покидает остров на паруснике. Оставшиеся во дворце Дюрок и Эстамп пытаются под шумок завладеть золотой цепью, но едва они прикасаются к вожделенному сокровищу, срабатывает защитный механизм, который блокирует выход из комнаты и заполняет её водой.

## В ролях
- Владислав Галкин (в титрах Владислав Сухачёв-Галкин) — Санди Прюэль, юнга
- Валентинас Масальскис — Эверест Ганувер
- Борис Химичев — Дюрок
- Светлана Ромашко — Дигэ
- Владимир Головин — Галлуэй, он же Was ist Das
- Элеонора Коризнайте — Молли Билз
- Игорь Слободской — Попс
- Владимир Симонов — Томсон
- Алексей Пархоменко — Джон, повар
- Повилас Гайдис — Эстамп
- Людмила Лобза, эпизод
- Валентин Грудинин — Джим, повар
- Лидия Чащина — гостья Эвереста Ганувера
- Николай Гудзь — гость Эвереста Ганувера
- Янис Зариньш — Билз, отец Молли
- Галина Нехаевская — кухарка
- Вячеслав Николаев — эпизод (нет в титрах)
- Владимир Рудин — Леон де Густ, архитектор, гость Эвереста Ганувера
- Юрис Стренга — Паркер, управляющий
- Николай Шутько — Том
- Александр Гебдовский — Дрейк, сыщик из Интерпола
- Арнис Лицитис — Сейк, рыбак

## Съёмочная группа
- Авторы сценария: Александр Муратов, Владимир Сосюра
- Режиссёр: Александр Муратов
- Оператор: Игорь Чепусов
- Художник: Инна Быченкова
- Композитор: Иварс Вигнерс
- Директор фильма: Алексей Чернышёв

## Съёмки
Для натурных съёмок использовалось побережье Восточного Крыма, те самые места, где проживал во второй половине жизни А. Грин создавая роман.
Во флешбеке воспоминаний Ганувера Молли идёт по берегу Тихой бухты, а на заднем плане находятся мыс Хамелеон и вулкан Карадаг.
В воплощённой фантазии Санди Прюэля трёхмачтовый парусник выходит из-за мыса Капчик.

## Отличия от книги
Если книга, несмотря на смерть Ганувера, достаточно оптимистична по своей тональности, то фильм представляет собой мрачную притчу о том, что деньги не приносят человеку счастья. Авторы сценария кардинально изменили главную сюжетную линию романа: согласно тексту Грина, Молли не умирает, а лишь скрывается, и когда богатствами Ганувера пытаются овладеть мошенники Томсон и Галуэй, друзья Ганувера Дюрок и Эстамп находят её и доставляют во дворец, помогая влюблённым воссоединиться. Кроме того, по книге Дюроком и Эстампом двигала бескорыстная дружба с Ганувером, а в конце фильма оказывается, что мотивация друзей Ганувера мало отличалась от замыслов Томсона и Галлуэя.